# Elegy Iberica
Elegy Ibérica foi uma revista bimestral dedicada à cultura gótica, música alternativa e subculturas associadas, publicada em Portugal entre 2005 e 2008. Funcionando como uma extensão da revista francesa Elegy, a Elegy Ibérica adaptou os seus conteúdos ao público ibérico, oferecendo artigos em língua portuguesa e língua espanhola.

## História
A Elegy Ibérica foi lançada em dezembro de 2005, sob a direção de Pedro Novo, e publicada pela Suspeita Produções, Lda. A revista destacou-se pela abordagem visual criativa e por explorar diversas vertentes da música alternativa, incluindo rock, indie, punk, metal, gótico, rockabilly, folk, cabaret, electro, J-rock, hardcore, experimental e neoclássico.
Cada edição apresentava duas capas, dividindo o conteúdo entre música e arte/cultura. Entre os temas abordados estavam a ilustração, fotografia, pintura, literatura, teatro, cinema e banda desenhada. A revista ganhou notoriedade por incluir entrevistas exclusivas, análises de álbuns e um CD promocional com músicas de artistas associados aos géneros explorados.

## Equipa Editorial
- Diretor Geral: David Cruz
- Chefe de Redação: Pedro Novo
- Redação:
  - Ana Almeida
  - André Henriques (fotografia)
  - Constança Araújo
  - David P.
  - Gonçalo Vasco
  - Gonzalo Muñiz
  - José de Almeida
  - José Silva
  - Luís Salzedas (Milkman Studios)
  - Luiz Soncini
  - João Carlos (Milkman Studios)
  - Miguel Silva
  - Mónica Bastos
  - Paulo Perdiz (Rádio Terranova)
  - Pedro Novo
  - Tarântula
- Design Gráfico: Marta Garrido
  - Ilustração: Luis Carita
- Design Web: Gustavo Sazes

## Distribuição e Tiragem
A revista era publicada bimestralmente, com uma tiragem de 8.000 exemplares por edição. A distribuição estava a cargo da Logista, e a impressão era realizada pela Claret, com sede em Espanha.

## Encerramento
A Elegy Ibérica encerrou as suas atividades em agosto de 2008, após 10 edições publicadas. Apesar do encerramento, a revista é lembrada como um marco na divulgação da música alternativa e da cultura gótica na Península Ibérica.